# Danylo Ihnatenko
Danylo Ihorowytsch Ihnatenko (ukrainisch Данило Ігорович Ігнатенко; * 13. März 1997 in Saporischschja) ist ein ukrainischer Fußballspieler.

## Karriere

### Verein
Ihnatenko begann seine fußballerische Karriere 2009 in der Jugend von Metalurh Saporischschja. 2014 erhielt er dort seinen ersten Profivertrag. Ende Mai debütierte er gegen Dynamo Kiew, als er eine halbe Stunde vor Spielende eingewechselt wurde, in der Premjer-Liha. Dies blieb jedoch sein einziger Saisoneinsatz. Sein erstes Tor schoss er ungefähr ein halbes Jahr später erneut gegen Dynamo Kiew, als er bei einer 1:9-Niederlage das einzige Tor seiner Mannschaft schoss. In der Hinrunde der Saison 2015/16 schoss er diesen einen Treffer in zehn Ligaeinsätzen.
Nach der Insolvenz des Vereins wechselte er in die zweite Mannschaft von Schachtar Donezk. Anfang des Jahres 2018 wurde er für den Rest der Spielzeit 2017/18 an den FK Mariupol verliehen. Dort debütierte er in der Meisterrunde der Liga am 1. April 2018 bei einer 2:3-Niederlage gegen Dynamo Kiew nach später Einwechslung. Insgesamt kam er noch zu sieben Saisoneinsätzen. Anschließend wurde die Leihe bis zum Ende der darauf folgenden Saison verlängert. 2018/19 kam er in der Liga zu insgesamt 20 Einsätzen.
Nach seiner Rückkehr wechselte er auf Leihbasis zum ungarischen Erstligisten Ferencváros Budapest. Sein Debüt im neuen Trikot gab er am dritten Spieltag der Liga, als er über die vollen 90 Minuten spielte und sein Team 1:0 gegen den Kaposvári Rákóczi FC gewann. Ende September 2019 spielte er zudem das erste Mal in der Europa-League-Endrunde, als er gegen Espanyol Barcelona in der Startelf stand. Bei einem 1:1-Unentschieden gegen Mezőkövesd-Zsóry SE schoss er sein erstes Tor für seinen neuen Arbeitgeber. Mit Ferencváros wurde er als Stammspieler ungarischer Meister und spielte wettbewerbsübergreifend 26 Mal, wobei er einmal traf.
Nach seiner Rückkehr im Sommer wurde er für ein halbes Jahr erneut an Mariupol ausgeliehen. Bis zum Saisonende spielte er dort weitere elf Ligapartien. Nach drei erneuten Einsätzen zu Beginn der neuen Saison wurde er weiterverliehen an den SK Dnipro-1. Gegen Worskla Poltawa debütierte er für seinen neuen Klub bei einem 2:2-Unentschieden in der Startelf. Bei einem 5:1-Sieg über FK Lwiw schoss er sein erstes Tor im neuen Dress. Bei Dnipro war er gesetzt und spielte in der Saison 2020/21 20 Mal. Bis zur Winterpause 2022 kam er in der Spielzeit 2021/22 zu 14 Ligaeinsätzen und drei Treffern.
Ende Januar wurde er zurückgeholt und direkt an den französischen Erstligisten Girondins Bordeaux verliehen. Direkt am 6. Februar 2022 (23. Spieltag) wurde er bei einer 0:5-Niederlage gegen Stade Reims eingewechselt und sah bei seinem Debüt nach neun Minuten direkt die rote Karte. Im Anschluss verpflichteten die Franzosen ihn fest.

### Nationalmannschaft
Im November 2016 kam Ihnatenko zu einem Einsatz für die ukrainische U21-Nationalmannschaft. Im Juni 2022 debütierte er für die A-Nationalmannschaft.

## Erfolge
Ferencváros Budapest
- Ungarischer Meister: 2020